# 追手門学院大学ソルジャーズ
追手門学院大学Soldiers（おうてもんがくいんだいがくソルジャーズ）は、追手門学院大学の体育会に所属するアメリカンフットボールのチームである。
体育系の強化クラブ8団体が所属するトップアスリートグループに属する。関西学生アメリカンフットボール連盟2部リーグ所属。2020年度シーズンより高橋睦巳がヘッドコーチに就任。同7月監督に玉井康大が就任。

## 概要
1966年に追手門学院大学Soldiersとして創部された。大阪府茨木市にある追手門学院大学安威キャンパスの人工芝グラウンドにて活動を行うチームである。アメリカのプロアメリカンフットボールリーグNFLに挑戦した河口正史が2003年から2008年まで6年間ヘッドコーチを務めていた。
2009年よりアメリカアリーナフットボールリーグや社会人アメリカンフットボールリーグXリーグに所属していた経験を持つ高橋睦巳がヘッドコーチに就任。2009年から2014年3月までヘッドコーチを務めた。
2014年4月より水野彌一が総監督に就任。2014年シーズンではリーグ編成が運良く、関西学生アメリカンフットボールリーグDiv.1との入替戦に出場。OBやマスコミから注目されるもの京都大学ギャングスターズに大敗を喫した。
2019年より追手門学院大学のスクールカラーに準じ、ユニフォームを一新。OTEMON SKY BLUEとINTELLIGENT BLUEを組み込んだ青を基調としたチームカラーとなっている。
2019年の関西学生アメリカンフットボールリーグではDiv.3に昇格した。
2020年より高橋睦巳がヘッドコーチへ6年ぶりに就任。同年7月監督に玉井康大が就任。

## 沿革
- 1966年 – 創部
- 1968年 – 関西学生アメリカンフットボール連盟加盟
- 1971年 – 関西学生リーグ1部に昇格
- 1976年 – 5位の成績を残す
- 1977年 – 入替戦で敗れ、2部へ降格（以来1部昇格には至っていない）[1]
- 2009年 – 高橋睦巳がヘッドコーチに就任
- 2010年 – 4月18日、関西学院大学JV戦では22-21で勝利する番狂わせを起こした
- 2014年 – 水野彌一が総監督に就任
- 2014年 – 関西学生リーグ1部との入替戦で京都大学に敗れ関西学生リーグ2部に残留
- 2015年 – 水野彌一が総監督を辞任
- 2019年 – 12月、関西学生リーグ3部に昇格
- 2020年 – 4月1日、高橋睦巳が6年ぶりにヘッドコーチに就任 ／ 7月、監督に玉井康大が就任
- 2023年 - 関西学生リーグ2部に昇格

## 指導者
- 部長：松井健
- 副部長：足立崇 宮一曉
- 総監督：酒井晴夫
- 監督：玉井康大
- ヘッドコーチ：高橋睦巳
- コーチ：末方大史
- コーチ：矢部椋太

## 各年の戦績
- 1968年（昭和43年）　関西大学2部リーグ  　　　　 　　　　　　　　　　 　 1位（2部リーグ新設、初参戦）
- 1969年（昭和44年）　関西大学2部Aグループ  　　　　 　　　　　　　　　　 2位
- 1970年（昭和45年）　近畿学生アメリカンフットボールリーグ京阪ブロック  　1位（入れ替え戦出場、1部昇格）
- 1971年（昭和46年）　関西学生アメリカンフットボールリーグ（1部）  　　　　 5位
- 1972年（昭和47年）　関西学生アメリカンフットボールリーグ（1部）  　　　　 8位（入れ替え戦出場、1部残留）
- 1973年（昭和48年）　関西学生アメリカンフットボールリーグ（1部）  　　　　 8位（入れ替え戦出場、1部残留）
- 1974年（昭和49年）　関西学生アメリカンフットボールリーグ（1部）  　　　　 8位（入れ替え戦出場、1部残留）
- 1975年（昭和50年）　関西学生アメリカンフットボールリーグ（1部）  　　　　 7位（入れ替え戦出場、1部残留）
- 1976年（昭和51年）　関西学生アメリカンフットボールリーグ（1部）  　　　　 5位
- 1977年（昭和52年）　関西学生アメリカンフットボールリーグ（1部）  　　　　 8位（入れ替え戦出場、2部降格）
- 1978年（昭和53年）　近畿学生アメリカンフットボールリーグ南部ブロック  　2位
- 1979年（昭和54年）　近畿学生アメリカンフットボールリーグ南部ブロック  　2位
- 1980年（昭和55年）　近畿学生アメリカンフットボールリーグ東部ブロック  　3位
- 1981年（昭和56年）　近畿学生アメリカンフットボールリーグ東部ブロック  　6位
- 1982年（昭和57年）　近畿学生アメリカンフットボールリーグ東部ブロック  　5位
- 1983年（昭和58年）　近畿学生アメリカンフットボールリーグ東部ブロック  　4位
- 1984年（昭和59年）　近畿学生アメリカンフットボールリーグ東部ブロック  　5位（入れ替え戦出場、3部降格）
- 1985年（昭和60年）  近畿学生アメリカンフットボールリーグBブロック（3部）  1位（入れ替え戦出場、2部昇格）
- 1986年（昭和61年）  近畿学生アメリカンフットボールリーグDiv II-中部ブロック 5位
- 1987年（昭和62年）  近畿学生アメリカンフットボールリーグDiv II-中部ブロック 4位
- 1988年（昭和63年）  近畿学生アメリカンフットボールリーグDiv II-Bブロック 3位（2部リーグ改変）
- 1989年（平成元年） 　近畿学生アメリカンフットボールリーグDiv II-Bブロック 7位（入れ替え戦出場、2部残留）
- 1990年（平成2年） 　近畿学生アメリカンフットボールリーグDiv II-Bブロック 2位
- 1991年（平成3年） 　近畿学生アメリカンフットボールリーグDiv II-Bブロック 4位
- 1992年（平成4年） 　近畿学生アメリカンフットボールリーグDiv II-Aブロック 2位
- 1993年（平成5年） 　近畿学生アメリカンフットボールリーグDiv II-Bブロック 5位
- 1994年（平成6年） 　近畿学生アメリカンフットボールリーグDiv II-Bブロック 4位
- 1995年（平成7年） 　近畿学生アメリカンフットボールリーグDiv II-Bブロック 6位
- 1996年（平成8年） 　近畿学生アメリカンフットボールリーグDiv II-Bブロック 6位（入れ替え戦出場、2部残留）
- 1997年（平成9年）　 近畿学生アメリカンフットボールリーグDiv II-Aブロック 6位（入れ替え戦出場、2部残留）
- 1998年（平成10年）　関西学生アメリカンフットボールリーグDiv II-Aブロック 5位（入れ替え戦出場、2部残留）
- 1999年（平成11年）　関西学生アメリカンフットボールリーグDiv II-Aブロック 7位（3部へ自動降格）
- 2000年（平成12年）　関西学生アメリカンフットボールリーグDiv III-Aブロック 1位（入れ替え戦出場、2部昇格）
- 2001年（平成13年）　関西学生アメリカンフットボールリーグDiv II-Aブロック 2位
- 2002年（平成14年）　関西学生アメリカンフットボールリーグDiv II-Bブロック 3位
- 2003年（平成15年）　関西学生アメリカンフットボールリーグDiv II-Bブロック 4位
- 2004年（平成16年）　関西学生アメリカンフットボールリーグDiv II-Aブロック 4位
- 2005年（平成17年）　関西学生アメリカンフットボールリーグDiv II-Bブロック 4位
- 2006年（平成18年）　関西学生アメリカンフットボールリーグDiv II-Bブロック 3位
- 2007年（平成19年）　関西学生アメリカンフットボールリーグDiv II-Aブロック 3位
- 2008年（平成20年）　関西学生アメリカンフットボールリーグDiv II-Aブロック 5位
- 2009年（平成21年）　関西学生アメリカンフットボールリーグDiv II-Aブロック 4位（入れ替え戦出場、2部残留）
- 2010年（平成22年）　関西学生アメリカンフットボールリーグDiv II-Bブロック 2位
- 2011年（平成23年）　関西学生アメリカンフットボールリーグDiv II-Aブロック 2位
- 2012年（平成24年）　関西学生アメリカンフットボールリーグDiv II-Aブロック 5位
- 2013年（平成25年）　関西学生アメリカンフットボールリーグDiv II-Aブロック 2位タイ（抽選の結果3位）
- 2014年（平成26年）　関西学生アメリカンフットボールリーグDiv II-Aブロック 1位（1部入れ替え戦出場、2部残留）
- 2015年（平成27年）　関西学生アメリカンフットボールリーグDiv II-Aブロック 6位（リーグ戦辞退、3部降格）
- 2016年（平成28年）　関西学生アメリカンフットボールリーグDiv III-Bブロック 1位（2部入れ替え戦出場、2部昇格）
- 2017年（平成29年）　関西学生アメリカンフットボールリーグDiv II-Aブロック 5位タイ（リーグ再編により3部に自動降格）
- 2018年（平成30年）　関西学生アメリカンフットボールリーグDiv III-Aブロック 6位（リーグ再編により4部に自動降格）
- 2019年（平成31年）　関西学生アメリカンフットボールリーグDiv IV-Bブロック 2位（3部入れ替え戦出場、3部昇格）
- 2020年（令和2年）　コロナによりリーグ戦の開催無し
- 2021年（令和3年）　関西学生アメリカンフットボールリーグDiv III-Bブロック 2位
- 2022年（令和4年）　関西学生アメリカンフットボールリーグDiv III-Aブロック 4位
- 2023年（令和5年）　関西学生アメリカンフットボールリーグDiv III-Aブロック 4位
- 2024年（令和6年）  関西学生アメリカンフットボールリーグDiv III-Bブロック 1位（2部入れ替え戦出場、2部昇格）

## 事件
2018年11月6日に社会学部4年生の主将と経営学部4年生の学生2人が大麻取締法違反（所持）容疑で近畿厚生局麻薬取締部に逮捕された。2人は友人同士で、6日昼頃に自宅で一緒にいたところを現行犯逮捕された。11月8日には大学内の部室が家宅捜索された。大学による部員41人への聞き取りに対し、13人が「（主将が）大麻をやっていると聞いた」、「法に触れることをしていると知っていた」と答え、大学は大麻汚染の実態調査を進めることを発表した。アメリカンフットボール部はその後活動を停止。
元主将は、大麻1.2グラムを所持した罪に問われ、検察側は懲役10ヵ月を求刑。裁判で元主将は、起訴内容を全面的に認めて「部活の主将という立場で、誰にも頼れないストレスがあった」などと述べた。2019年1月30日、大阪地裁は「大麻との親和性は認められるが、反省しているし、報道などで社会的制裁を受けている」として、被告に懲役10ヵ月、執行猶予3年を言い渡した。被告は2018年12月に退学処分となった。